# Ulises Poirier
Ulises Poirier Puelma (Quillota, 1897. február 2. – Viña del Mar, 1977. március 9.), chilei válogatott labdarúgó.
A chilei válogatott tagjaként részt vett az 1919-es, az 1920-as, és az 1922-es és az 1926-os Dél-amerikai bajnokságon, illetve az 1930-as világbajnokságon.

## Sikerei, díjai
Chile
- Dél-amerikai bronzérmes (1): 1926

## Külső hivatkozások
- Ulises Poirier a FIFA.com honlapján Archiválva 2015. február 6-i dátummal a Wayback Machine-ben